# Wskaźnik feminizacji
Wskaźnik feminizacji (współczynnik feminizacji) – określa, ile kobiet w danym społeczeństwie przypada na 100 mężczyzn. Analogicznym współczynnikiem jest współczynnik maskulinizacji.
W krajach słabo rozwiniętych jest zdecydowanie niższy (Indie – 93 kobiety na 100 mężczyzn; Albania – 94 kobiet na 100 mężczyzn) niż w wysoko rozwiniętych (USA – 105 kobiet na 100 mężczyzn).
W Polsce wynosi on 107 ogółem, 111 w miastach i 101 na wsiach. Najbardziej sfeminizowanym regionem w Polsce jest Łódź; tam współczynnik feminizacji wynosi 110 kobiet na 100 mężczyzn. W 2015 roku Polska znajdowała się na 7. miejscu pod względem wskaźnika feminizacji wśród krajów Unii Europejskiej.

## Współczynnik feminizacji w województwach Polski (2022)[b][2]
| Województwo         | Współczynnik feminizacji ogółem | Wsp. feminizacji w miastach | Wsp. feminizacji na wsiach |
| ------------------- | ------------------------------- | --------------------------- | -------------------------- |
| łódzkie             | 110                             | 115                         | 101                        |
| mazowieckie         | 109                             | 114                         | 101                        |
| dolnośląskie        | 108                             | 112                         | 101                        |
| śląskie             | 108                             | 109                         | 103                        |
| kujawsko-pomorskie  | 107                             | 112                         | 99                         |
| opolskie            | 107                             | 111                         | 102                        |
| lubelskie           | 107                             | 113                         | 101                        |
| lubuskie            | 106                             | 110                         | 99                         |
| małopolskie         | 106                             | 112                         | 101                        |
| pomorskie           | 106                             | 110                         | 99                         |
| wielkopolskie       | 106                             | 111                         | 100                        |
| zachodniopomorskie  | 106                             | 110                         | 98                         |
| podlaskie           | 106                             | 111                         | 98                         |
| świętokrzyskie      | 105                             | 112                         | 100                        |
| warmińsko-mazurskie | 105                             | 110                         | 97                         |
| podkarpackie        | 104                             | 109                         | 101                        |